# 李察·鄧尼
李察·柏卓克·鄧尼（英語：Richard Patrick Dunne，愛爾蘭語Risteárd Ó Duinn，1979年9月21日—）出生於都柏林托拉特，愛爾蘭職業足球員，司職後衛，出身愛華頓，曾效力英超球會曼城，阿士東維拉和昆士柏流浪。
鄧尼与韋拉和鄧肯·費格遜共同保持着英超联赛八次被罚下场的纪录。他还保持着英超联赛摆乌龙10次的纪录。

## 生平

### 球會
愛華頓
鄧尼在都柏林球會家鄉農場（Home Farm F.C.）的學童隊作賽，鄧尼於1994/95年球季加入愛華頓，當時只有15歲。在翌年，他開始為愛華頓預備隊上陣，並於1997年年初和球會簽署5年職業合約。
鄧尼於1995年首次上陣，時任領隊是祖·萊爾（Joe Royle），他只有16歲。
曼城;
2000年秋季曼城以300萬英鎊將他引進。曼城同時簽入羅倫·查維特（Laurent Charvet），以代替狀態滑落的右閘李察·艾基（Richard Edghill）。
中堅是鄧尼在球隊的最佳位置。鄧尼在加盟球會首季，曾和不同的隊友夥拍成雙中堅，亦曾有數場比賽和安迪·摩利臣（Andy Morrison）和史提夫·荷維（Steve Howey）組成三人防線。可惜首季便降班，後球隊請來新領隊奇雲·基瑾。2003年，鄧尼因紀律問題而被球會雪藏，一度接近離隊邊緣。但鄧尼其後進行了密集式訓練，使他得以歸隊，更持續獲得國家隊徵召。
憑著穩定的表現，鄧尼獲得2004/05年球季曼城年度球員先生，他在接著的三個球季亦獲得這個獎項，成為首位四度贏得這個獎的曼城球員。在2007/08年球季，不少球迷對他獲得這個獎感到驚訝，原因是他在該季最後一場比賽對米德尔斯堡時，吃下紅牌。
2006年球季末，當時年屆26歲的鄧尼獲任命為球會隊長，代替傳聞離隊的迪斯甸。
2007年1月18日，曼城隊友米卡·李察士說：「從我加盟球會起，李察已是質素的保證。和他共事一週又一週，我覺得他是我所見的最佳球員之一。我曾在英格蘭國家隊與泰利和里奧·費迪南合作過，覺得李察的表現絕不遜於他們。」
2008年7月4日，鄧尼和曼城簽下4年新約，直至2012年完結。2008年9月21日，他以一個入球慶祝自己的29歲生日，最終球隊大勝對手樸茨茅夫6:0。
2009年1月，鄧尼在對韋根的賽事中吃下他職業生涯第8張英超紅牌，追平了韋拉和鄧肯·費格遜的紀錄。
阿士東維拉
2009/10年球季曼城在簽入多名高價後衛後，鄧尼於2009年9月1日成功轉投阿士東維拉，轉會費600萬英鎊，簽約四年。
2013年6月5日，阿士東維拉宣佈鄧尼不獲續約可自由轉會。
昆士柏流浪
2013年7月15日，鄧尼加盟剛降落英冠比賽的昆士柏流浪，合約為期一年。

### 國家隊
2000年4月，當時只有20歲的鄧尼籍著缺陣，首次獲得國家隊上陣機會，對手是希臘。他已取得52頂喼帽，並有7球進帳。
鄧尼亦曾入選2002年世界盃中愛爾蘭的大軍名單，但他未有上陣過一場比賽。

## 外部連結
- 李察·鄧尼 – FIFA國際賽競賽紀錄 (存檔)
- 足球数据库：李察·鄧尼的球员统计数据
- 曼城官網資料 （页面存档备份，存于）

| 前任： | FAI足球先生 2007年 | 繼任： |